# Seelenzorn
Seelenzorn ist eine Band aus Darmstadt. Sie verbindet Elektronik mit harten Rock- und Metal-Gitarren und lässt sich der Neuen Deutschen Härte zurechnen.

## Geschichte

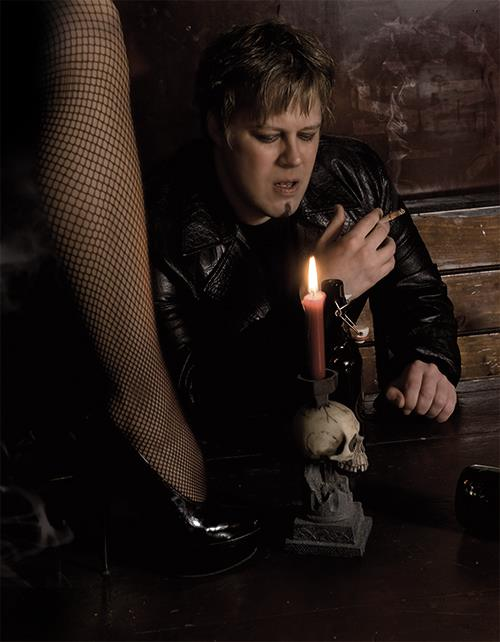
Jens Clemens

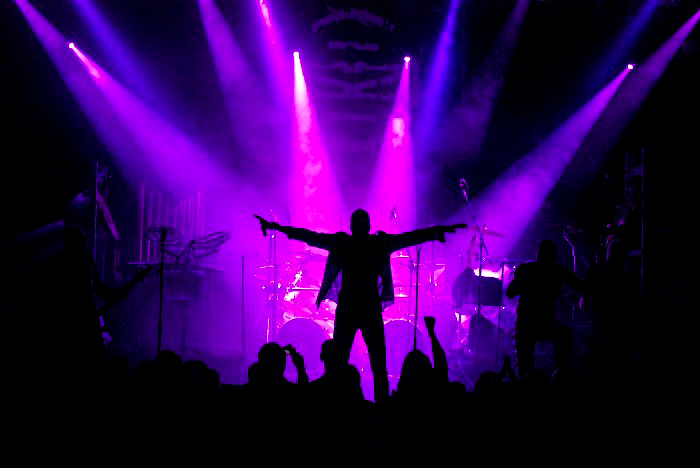
Seelenzorn auf dem 30. Dark Dance Treffen in Lahr.

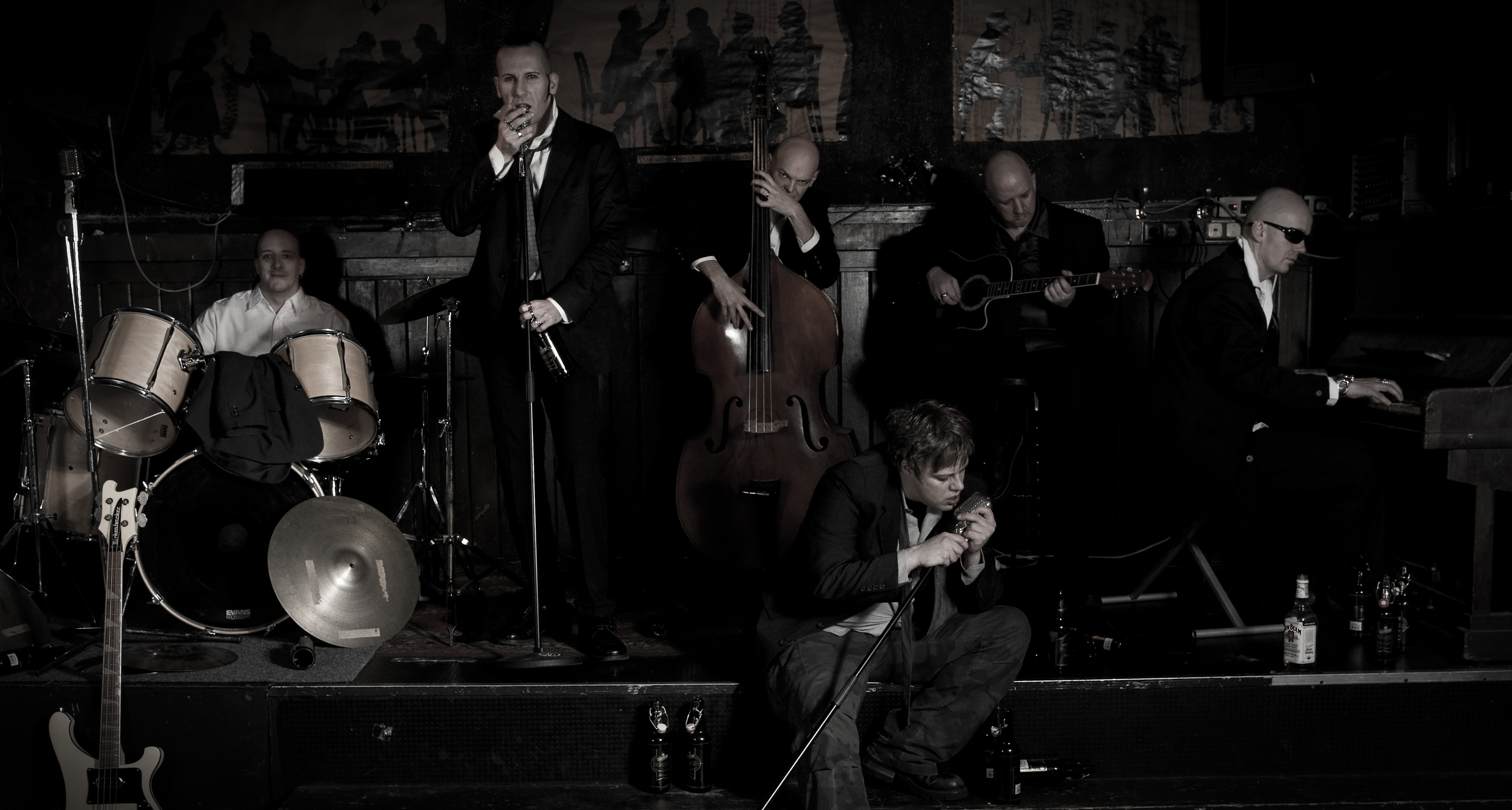
Fotoshooting im Dezember 2009 in der „Goldenen Krone“ in Darmstadt. v. l. n. r.: Thomen, Toni, Peter, Jens, Kai, Lothar

Auf einer Halloween-Party 2003 im Steinbruchtheater in Mühltal spielten Jens Clemens, Lothar Seewald
und Sänger Toni Anthogalidis erstmals auf einem Konzert zusammen. Am Ende des Jahres kam eine selbstgebrannte Demo-CD in Umlauf, die erste Versionen von Clemens’ Seelenzorn-Liedern enthält. Auf dem Tonträger ist unter anderem die Ur-Version von „Was Du Träumst“ zu finden.
Am Beginn des Jahres 2004 gründeten Jens Clemens und Lothar Seewald dann die Band Seelenzorn. Später wurde auch Toni Anthogalidis in die Band aufgenommen und Clemens leistete einen Beitrag zum Sampler des alternativen Plattenlabels Underground Nation. Ein erstes Live-Konzept entstand als einige Tänzerinnen der Band beitraten. Im Mai 2004 entstand die erste EP lebenszeichen. Im Juni desselben Jahres spielte die Band ihr erstes Konzert als Seelenzorn, welches aufgezeichnet und später als Livealbum Tagebuch 49°55'05"N 08°42'32"E veröffentlicht wurde. Am Ende des Jahres spielte die Band als Vorband von Das Ich in Münster (Hessen).
Zu Beginn des Jahres 2005 unterzeichnet die Band einen Plattenvertrag mit dem Underground-Label Danse Macabre von Bruno Kramm (Das Ich). Seelenzorn spielte auf dem Winter Embrace Festival mit Lacrimas Profundere und Schelmish. Die Arbeiten zu ihrem Debütalbum Toete Alles erstreckten sich über das Frühjahr und wurden im März 2005 fertiggestellt. Der Studiogitarrist Eddie wurde nach den Aufnahmearbeiten fest in die Band aufgenommen. Das Album wurde Anfang Mai veröffentlicht und fand bei der Musikpresse großen Anklang. Unter anderem wurden Musikmagazine wie Orkus, Zillo, Sonic Seducer und Legacy auf die Band aufmerksam.
Ihr erster Auslandsauftritt fand im Juni 2005 auf der Eyneburg in Belgien statt. Außerdem spielte die Band im Juli auf dem Bochum-Total-Festival vor mehreren Tausend Zuschauern und spielte als Vorband von ASPs Aus der Tiefe-Tour. Ende des Jahres begannen die Arbeiten an ihrem zweiten Album Gnadenloser Zorn.
Anfang 2006 spielten Seelenzorn als Vorband von Xandria und veröffentlichte die Remixe der beiden Songs „Atemlos“ (Das Ich) und „Werben“ (ASP). Im Mai wurde die zweite Web-EP Schwarz und Schwer veröffentlicht. Im Oktober wurde die Band durch den Bassisten Peter Teicher ergänzt. Im April 2007 wurde Gnadenloser Zorn, das zweite Studioalbum, veröffentlicht und die beiden Tänzerinnen Siska und Nina verließen im Mai die Band. Arndt stieg als Schlagzeuger in die Band ein. Im August wurde Kai als Gitarrist aufgenommen.
Im Jahr 2008 kündigte die Band mit einer zehntägigen Russland-Tournee ihre Best-of-CD УБЕЙ ТВОЙ ГНЕВ (russ. Toete Deinen Zorn) an. Im September 2008 stieß Thomen Stauch, der ehemalige Schlagzeuger von Blind Guardian, zur Band. Mit ihm veröffentlichen sie im November 2008 die Web-EP Keine Angst.  Es folgen einige Konzerte und Festivalauftritte. 2010 übernahm Michael 'Maikel' Müller das Schlagzeug.
Am 9. Juli 2015 starb Sänger und Gründer Jens Clemens.

## Diskografie

### Alben und EPs
- 2004: Tagebuch 49°55'05"N 08°42'32"E (Live)
- 2004: lebenszeichen (Web-EP)
- 2005: Toete Alles
- 2006: Schwarz & Schwer (Web-EP)
- 2007: Gnadenloser Zorn
- 2008: УБЕЙ ТВОЙ ГНЕВ (Best of, nur in Russland veröffentlicht)
- 2008: Keine Angst (Web-EP)
- 2008: Töte deinen Zorn
- 2009: Töte alles

### Samplerbeiträge
- 2003: „Dreh Dich Um“ für Underground Nation Sampler
- 2004: „Was Du träumst“ für Goth Is What You Make It No. 4
- 2004: „Schwarz brennt das Licht“ für Underground Nation
- 2005: „Dreh Dich um“ für Zillo Beilage-CD 11/05
- 2005: „Toete Alles“ (Videoclip) für Zillo Beilage-CD 05/05
- 2005: „Niemand kann Dich hören“ für Danse Macabre Sampler Vol. 3
- 2007: „Nie wieder“ für Underground Nation Sampler
- 2007: „Stumme Worte“ für 13th Street
- 2005: „Was Du träumst“ für X-tra-X Clubtrax Vol. 1

### Remixe
- 2005: „Dark Dimensions“ (Mechanical Moth)
- 2006: „Werben“ (ASP)
- 2006: „Atemlos“ (Das Ich)
- 2010: „Teufel“ Cover-Version (Megaherz)